# Леонтович Микола Дмитрович
Мико́ла Дми́трович Леонто́вич (13 грудня 1877, село Монастирок, Брацлавський повіт, Подільська губернія, Російська імперія — 23 січня 1921, село Марківка, Гайсинський повіт, Подільська губернія, Українська РСР) — український композитор, хоровий диригент, піаніст, педагог, збирач музичного фольклору, громадський діяч.
Автор широковідомих хорових обробок українських народних пісень «Щедрик», «Дударик», «Козака несуть», «Ой з-за гори кам'яної» та інших. Його різдвяна щедрівка «Щедрик» перекладена багатьма мовами і відома у англомовному світі як Carol of the Bells.

## Життєпис

### Дитинство композитора
Народився в селі Монастирок Брацлавського повіту Подільської губернії в сім'ї сільського священника Дмитра Феофановича Леонтовича.
Раннє дитинство минуло у селі Шершні Тиврівської волості Вінницького повіту. Щодо будинку у Шершнях, де жили Леонтовичі, точаться дискусії — так, на думку одних, це кам'яно-цегляна будівля у центрі села, уквітчана відповідною меморіальною дошкою, і яка потребує капітального ремонту, за іншими даними — це дерев'яний будинок, який згорів ще 1898 року .
Початкову музичну освіту Леонтович здобув у батька — Дмитра Федоровича, який чудово співав, грав на віолончелі, скрипці, гітарі та деякий час керував хором семінаристів. Мати, Марія Йосипівна (до шлюбу Ятвицька), — мала гарний голос і часто співала українські народні пісні, брат і сестри також з дитинства вчилися музики й згодом стали співаками та музикантами.
У 1887 році Леонтович вступив до Немирівської гімназії. У 1888 році, через брак коштів, батько переводить його до Шаргородського початкового духовного училища, де вихованці утримувалися на повному пансіоні. В училищі він опанував спів по нотах і міг вільно читати складні партії в церковних хорових творах.
1892 року Леонтович вступив до Подільської духовної семінарії в Кам'янці-Подільському, де вивчав теорію музики та хоровий спів, опанував скрипку, фортепіано, деякі духові інструменти, почав обробляти народні мелодії, беручи за взірець обробки Миколи Лисенка.

### Перші творчі кроки
У червні 1899 року Леонтович, провчившись два роки в шостому класі, закінчив духовну семінарію й вирішив працювати вчителем у сільських школах і водночас самотужки удосконалювати свою музичну освіту. В селі Чукові Брацлавського повіту Подільської губернії він організував самодіяльний симфонічний оркестр, який виконував українські мелодії та п'єси українських та російських композиторів. 1901 року він видав перший збірник пісень з Поділля. 1903 року вийшов другий збірник подільських пісень із посвятою Миколі Лисенкові.

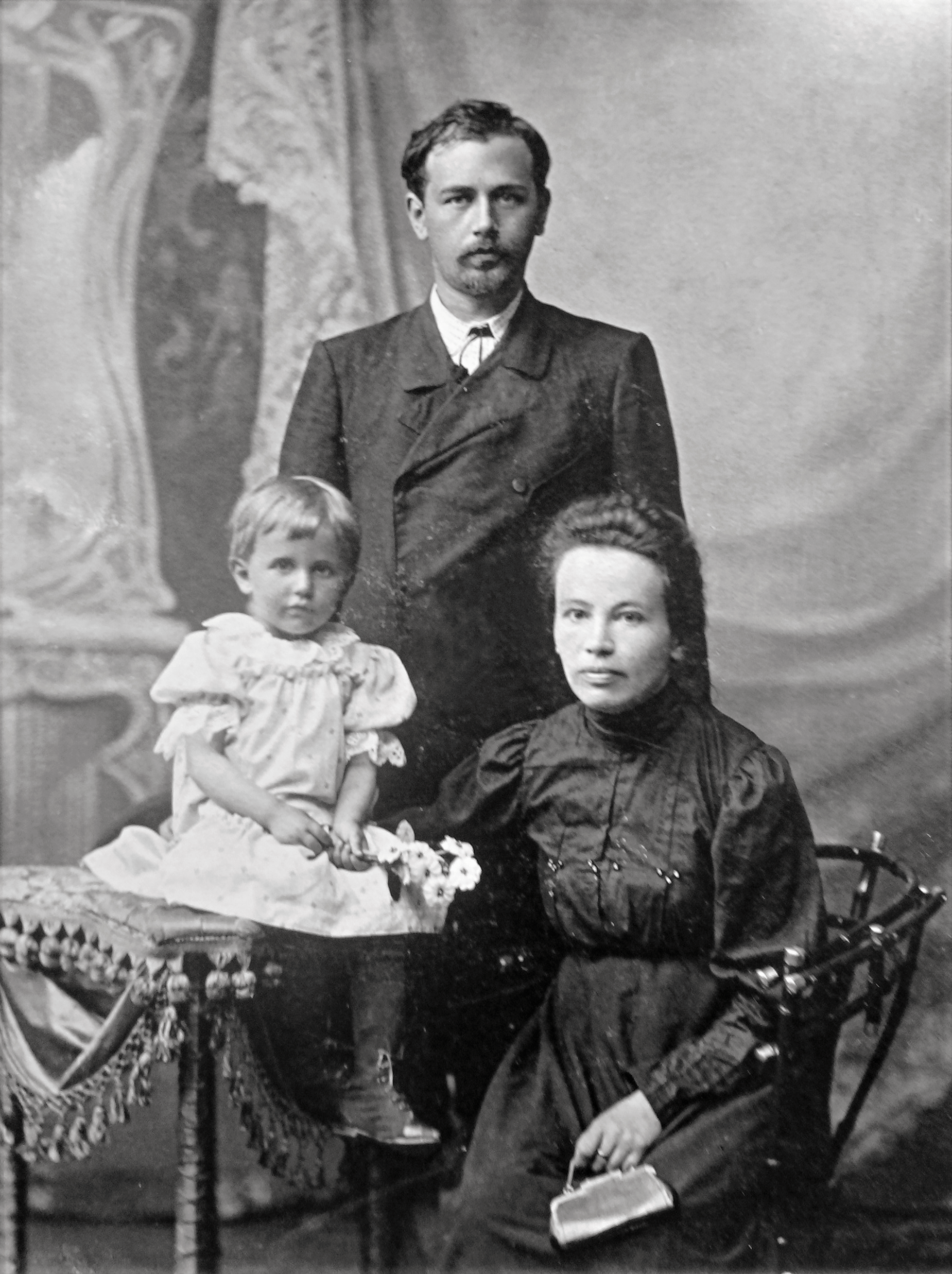
Микола Леонтович з дружиною Клавдією та донькою (ймовірно старша донька Галина 1903 р.н.)

Восени 1904 року покинув Поділля і переїхав на Донбас, де влаштувався викладачем співу та музики у місцевій залізничній школі. Під час революції 1905 року Леонтович організував хор робітників, який виступав на мітингах. Діяльність Леонтовича привернула увагу поліції, й він змушений був повернутися на Поділля, у місто Тульчин, де викладав музику і спів у Тульчинському єпархіальному жіночому училищі для дочок сільських священників. З 1909 року Леонтович навчається під керівництвом відомого теоретика музики Болеслава Яворського, якого він періодично відвідує у Києві та Москві.
У той час створив багато хорових обробок, зокрема славнозвісний «Щедрик», а також «Піють півні», «Мала мати одну дочку», «Дударик», «Ой зійшла зоря» та інші. У Тульчині знайомиться з композитором Кирилом Стеценком. 1916 року із хором Київського університету виконує свою обробку «Щедрика», яка принесла йому великий успіх у київської публіки.

### Київський період
Із встановленням Української Народної Республіки, Леонтович переїздить із Тульчина до Києва, де починає активну діяльність як диригент і композитор. Низку його творів включили до свого репертуару професійні та самодіяльні колективи України. На одному з концертів великий успіх мала «Легенда» Миколи Вороного (оригінальний твір Леонтовича). Після приходу більшовиків Леонтович працює деякий час у музичному комітеті при Народному комісаріаті освіти, викладає у Музично-драматичному інституті імені Миколи Лисенка, разом з композитором і диригентом Григорієм Верьовкою працює у Народній консерваторії, на курсах дошкільного виховання, організовує кілька хорових гуртків.

### Повернення на Вінниччину
Під час захоплення Києва 31 серпня 1919 року денікінцями, які переслідували українську інтелігенцію, змушений утікати до Тульчина. Засновує першу в Тульчині музичну школу. У 1919—1920 роках працює над першим великим симфонічним твором — народно-фантастичною оперою «На русалчин Великдень» за однойменною казкою Бориса Грінченка.
Восени 1920 року в Тульчині відбулися гастролі хорової капели під керівництвом Кирила Стеценка та Павла Тичини як другого диригента. Під час концертів капела виконувала твори Леонтовича.
В останні місяці життя Леонтович закінчував оперу «На русалчин Великдень».

### «Загадка» смерті
Загибелі Миколи Леонтовича упродовж 80 років присвячено багато публікацій. У своїх деталях усі ці розповіді часто ґрунтуються на оповідях свідків-родичів і різко контрастують та суперечать одна одній. Це чітко виявилося уже з поваленням радянсько-комуністичної влади в часи незалежності України, коли стали доступні засекречені матеріали тих часів, які показали спотвореність та заангажованість публікацій у радянські часи, якими приховували знищення талановитого українського композитора тодішніми владними структурами — так званим ВЧК. Єдине, що так і не стало зрозумілим, — через що чекісти вдалися до такого жорстокого акту, яка була причина вбивства композитора? Лише наприкінці 20-го століття стало можливим частково відкрити завісу пропагандистської машини радянських каральних структур.
В ніч на 23 січня 1921 року композитор перебував у свого батька у селі Марківка Гайсинського повіту, де був убитий агентом ВЧК Афанасієм Грищенком, який напросився в хату переночувати, назвавшись чекістом, що проводить боротьбу з бандитизмом. Вранці він пограбував будинок і застрелив Миколу Леонтовича. Текст рапорту, що розкриває ім'я вбивці композитора, оприлюднено лише у 1990-х роках.
|  | «РАПОРТ В ночь на 23-е января агент уездчека Грищенко выстрелом из винтовки убил сына священника с. Марковки, Кубличской волости Николая Леонтовича 43-х лет, у которого Грищенко ночевал, и 26-го января Грищенко, скрывавшийся в м. Теплике, при преследовании его чинами милиции, выстрелом из винтовки ранил в живот милиционера Твердохлеба. Начальник Уездной Советской Милиции....» |

Найдетальніші відомості про ту трагедію стали відомі завдяки двом рідкісним документам, які віднайшла завідувачка відділу обласного краєзнавчого музею Лариса Семенко. Після багатьох років збирання матеріалів до музею для поповнення його фондів туди потрапив товстий щоденник відомого українського письменника Степана Васильченка. Там згаданий один з найближчих друзів Леонтовича, Гнат Яструбецький, який записав детальну розповідь батька Леонтовича про вбивство композитора. Саме Гнат Васильович зібрав найбільше матеріалів про життя і творчість Леонтовича, написавши його біографію, а в своєму щоденнику повідав про ту жахливу ніч у Марківці:
|  | «Це була вельми важка і небезпечна подорож, — написав він у своєму щоденнику. Найперше дослідник поїхав у село Марківку, нині Теплицького району, до батька композитора. Хотів з перших уст довідатися, що ж трапилося у той січневий день з його сином. Ось як описує про це дослідник. У суботу 9 січня 1921 року Микола Леонтович був у Тульчині. На прохання сестри Вікторії він поклав на ноти "Заповіт" Шевченка. Під вечір, у той же день, він приїхав кіньми у Марківку до батька. Ще не встигли обмінятися новинами, як на подвір'я в'їхала підвода. "Була шоста година вечора по сонцю… До хати зайшов молодий, 22–23-х років, середнього зросту чоловік. Темний блондин, без вусів і бороди. Руки мав холені, з довгими пальцями. Гарно вбраний. Пальто з овечим коміром. На голові кепка. Розмова російська, солдатська. Попросився переночувати." Якби ж Леонтовичі знали, що дають нічліг вбивці… Прибулий казав, що в Марківці має багато діла. Що він чекіст (інформатор). Проводить боротьбу з місцевим бандитизмом. Пропонував роздивитися документи з печатками Гайсинської ЧК. Особливо пропонував це зробити Миколі Дмитровичу. А документів була "гора". Леонтович роздивився їх і, повертаючи власникові, сказав: "З такими документами небезпечно будь-де ночувати." Непроханий гість називав себе на прізвище Гріщенко. Як був зазначений він у документах, ніхто не відає, бо Микола Дмитрович єдиний, хто роздивлявся документи, нікому нічого не говорив з цього приводу… Звук пострілу розбудив отця. Була 7.30 ранку. На ліжку під вікном сидів напівзігнутим Леонтович і зляканим голосом допитувався: "Що це, вибух?" Промовивши ці слова, впав на подушку. Над його ліжком стояв Гріщенко. Він був босий, в одній білизні. В руках тримав зброю, викидаючи стріляну гільзу. Дома ще були сестра композитора Вікторія і донька Галина. Їм, як і батькові композитора, незваний гість позв'язував руки. Він одягнув на себе напівкожушок, який носив батько Леонтовича. Лаявся брудними словами. Вимагав грошей. На очах у всіх витрушував все з гаманця Миколи Дмитровича. Забрав 5000 карбованців різною валютою. Все поперекидав у будинку. Шукав речі. І з речами вийшов. У цей час Леонтович лежав нерухомо з розплющеними очима. На ліжку й на підлозі була калюжа крові. На крик пана-отця прибіг учитель, інші люди. Вони розв'язали руки Леонтовичам, наклали пов'язку на рану потерпілого. Рана була з правого боку. Рвана рана. Леонтович ще встиг сказати: "Тату, я помираю". Була восьма година ранку, неділя 10 січня 1921 року. Коли приїхав лікар, Леонтович був уже мертвий. 12 січня, коли ховали композитора, у Марківці мела дуже сильна завірюха.» |

Надалі комуністичним режимом факти смерті Миколи Леонтовича спотворювались.
Як тільки округа Теплика провідала про загибель М. Леонтовича від рук чекіста, місцевим органам довелося, аби стримати хвилю гніву, видумати версію вбивства на побутовому ґрунті з заїжджим білогвардійцем (а пізніше — петлюрівцем). Та це не стало панацеєю, інформація про ганебний злочин докотилася до Києва. Тому нагально було відряджено з Києва до Марківки одного з товаришів Миколи — Гната Яструбецького, який на той час працював заступником завідувача політвідділу одного з київських видавництв. Поїхавши на місце трагедії з мандатами київської ЧК і губревкомітету, він провів там 4 місяці (з лютого до травня), а по приїзді зробив доповідь «Товариству вшанування пам'яті Миколи Леонтовича». Яструбецький наводить прізвища свідків, розповіді композиторових сестри Вікторії та дочки Галини, той виклад був зроблений по свіжих слідах, надзвичайно докладний, але частина фактів була упущена, завдяки чому в офіційних колах поширили інформацію про вбивство Леонтовича переодягненим «петлюрівцем».
Попри загибель багатьох українців у часи розкуркулення, Голодомору та Великого терору, частина матеріалів і спогадів свідків таки потрапили за кордони СРСР, а надзвичайна популярність пісні «Щедрик-ведрик» спричинилася до ґрунтовних досліджень творчості й життя її автора. Багато науковців-діаспорян та навіть американських дослідників і журналістів перейнялися долею цього талановитого композитора. Й знову «випливли на світ Божий» факти та спомини щодо знищення Леонтовича чекістськими структурами. Тому радянській владі довелося вдаватися до різних методів, аби «віднайти» хоча би вже більш нейтральні факти.
Чергова хвиля спотворень виплеснулася після публікації в діаспорних колах спогадів композитора, хорового диригента, публіциста, духовного діяча Тележинського Михайла Теодоровича, в яких напряму йшло звинувачення тодішньої влади в утисках талановитого композитора та його вбивстві. Оскільки розголосу не можна було уникнути, українській владній машині доручено вибудувати систему спростувань. Це робив відповідальний секретар міністерства внутрішніх справ УРСР І. Х. Головченко, який з 1962 року став Міністром внутрішніх справ УРСР (аж до 1982 року). Саме з-під пера цього «письменника»-міністра почали виходити спогади родичів Леонтовича (сестри чи дочок), в яких поміж куцих даних убивства поширювалася розлога «інформація» щодо «петлюрівсько-розбійницького» сліду в справі Леонтовича. Перебуваючи на найвищих щаблях репресивно-каральної машини, «письменник» Головченко, як куратор справи «Композитора Леонтовича», зміг приховати багато фактів й затвердив офіційно версію вбивства — «петлюрівсько-розбійний» напад.
Лише із припиненням існування СРСР віднайдені й оприлюднені факти зумисного вбивства органами ВЧК М. Леонтовича.

## Творчі здобутки

### Композитор
Основу музичної спадщини Леонтовича становлять хорові мініатюри — обробки українських народних пісень, які й донині є неперевершеними і їх виконують всі українські хори в Україні й діаспорі. Це позначені великим талантом композитора перлини народного мелосу «Щедрик», «Козака несуть», «Дударик», «Із-за гори сніжок летить», «Женчичок-бренчичок», «Гаю, гаю, зелен розмаю» та багато інших. На основі українських народних мелодій Леонтович створював цілком оригінальні самобутні хорові композиції, всебічно художньо переосмисливши їх, надавши їм неповторного звучання. Леонтович був одним з перших серед майстрів української музики, які по-новому інтерпретували фольклор, використовуючи музичні надбання європейської музично-хорової культури. Водночас почерк Леонтовича вирізняється з-поміж інших граничною гнучкістю і природністю руху голосів, ювелірною виробленістю деталей. Леонтович вдало використав традиції імпровізаційності в творчості українських кобзарів, які кожну нову строфу тексту пісні інтерпретували по-новому. Леонтович застосовував темброву варіантність виконання народних рапсодів у своїх обробках, надаючи хору можливість розкрити велике розмаїття гармонії, контрапункту. Послідовно втілюючи в своїх обробках ідею гармонізації й поліфонічності, Леонтович, маючи глибоку й різнобічну музичну освіту, широко використовував найкращі досягнення світової хорової техніки.
Тематика хорових мініатюр композитора надзвичайно різноманітна. Це обрядові, церковні, історичні, чумацькі, жартівливі, танцювальні, ігрові пісні. Одне з центральних місць у творчості Леонтовича посідають хори на побутові теми. Це, зокрема, «Ой у лісі при дорозі», «Ой темная та невидная ніченька», «Мала мати одну дочку», «Ой з-за гори кам'яної». Вони характерні динамічним розгортанням сюжету, активною драматизацією подій та образів. Взірцем такого високого драматичного піднесення може слугувати народна пісня «Пряля», в якій Леонтович досяг рівня трагічної балади.
В піснях-реквіємах «Козака несуть», «Із-за гори сніжок летить», «Смерть» Леонтович талановито переосмислив мелодику народного плачу, використовуючи специфічне звучання окремих голосів і цілих хорових груп, застосовуючи різні хорові звукові ефекти, наприклад, спів із закритим ротом.
Найвищим досягненням композитора вважають пісні «Щедрик» і «Дударик», в яких Леонтович досягнув максимальної ритмічної організації. Особливо популярним був і залишається «Щедрик», в якій органічно поєднані прийоми народного багатоголосся з досягненнями класичної поліфонії й кожен голос відіграє цілком самостійну виражальну роль, відтворюючи найтонші зміни настрою в пісні, подаючи кожен художній образ у граничному завершенні.

### Педагогічна діяльність

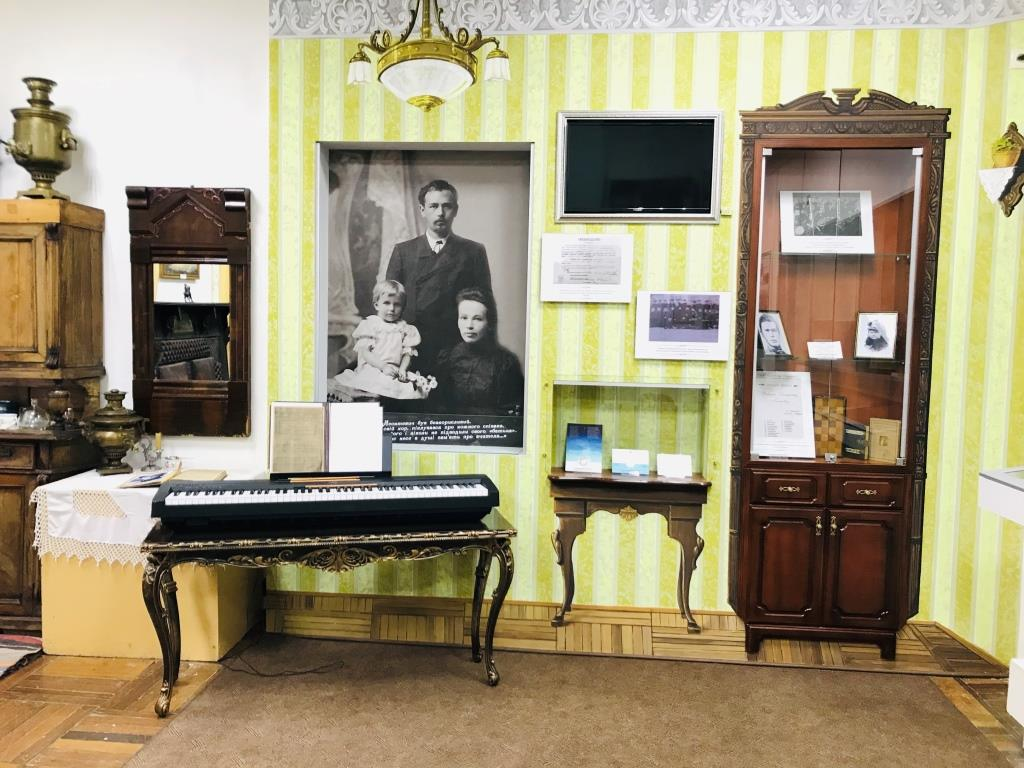
Експозиція присвячена Миколі Дмитровичу Леонтовичу в історичному музеї Покровська

Початок 20-го століття ознаменував нові шляхи в українському вчителюванні, яке перейшло від бурсацько-релігійного до народницько-українського спрямування. А Микола Леонтович зміг й на цій, педагогічній ниві, проявити свій талант.
Леонтовичу, як і багатьом тогочасним українським композиторам — Миколі Лисенку, Кирилу Стеценку, Якову Степовому — притаманне було поєднання творчої, педагогічної й виконавської (диригентсько-хорової) діяльності. Понад двадцять років Микола Леонтович віддав роботі вчителя співів у школах різних міст: Тиврова, Вінниці, Гришиного (нині Покровська), Тульчина та Києва. Як композитор, він був ще й добре обізнаний зі станом викладання співів у школах, з художнім рівнем учнівських хорів. Чимало своїх сил він віддавав педагогічній праці в учительській семінарії, Музично-драматичному інституті імені Миколи Лисенка та на диригентських і театральних курсах, а ще на курсах працівників дошкільного виховання чи навіть у робітничих гуртках і школах.
Саме в Музично-драматичному інституті імені Миколи Лисенка і на диригентських курсах Леонтович викладав хоровий спів, основи техніки диригування, теорію музики і контрапункт. Проводячи свої виклади, він часто знайомив хористів зі своїми піснями («Дозволь мені, мати», «Ой там, за горою», «Дударик»), виявляючи у них чудове уміння за доволі короткий час охопити хоровий твір загалом і створити повноцінне враження про цю композицію. Як викладач музично-теоретичних предметів, зокрема контрапункту, композитор був послідовником методологічних принципів свого вчителя Болеслава Яворського — автора теорії ладового ритму, яка була в ті часи досить поширеною. А на курсах дошкільного виховання він проявив себе як досвідчений практик-методист. Тримаючи струнку послідовність, він застосовував свої методи вивчення пісень дітьми, пропонуючи їм спочатку прості, а згодом складніші пісенні зразки. І звертав особливу увагу на складові частини самої пісні — мотив, фразу, речення, період (куплет). У процесі співу дитини він враховував та розвивав почуття ритму у неї, використовуючи при цьому відбивання ритмічного пульсу руками, ногою, пальцями. Леонтович комбінував різні позиції співу, пропонуючи спів сидячи і стоячи, спів окремими групами, а потім усіх разом, і, щонайголовніше, завше вважав за необхідне вдаватися до музично-слухової наочності, зокрема співу самого вчителя. Великого значення Микола Леонтович надавав дикції виконавця, співацькому диханню, застерігаючи від надто сильного, форсованого звуку, обстоюючи тихий або голосний спів і відповідне його застосування у виконанні пісень. А щодо добору/вибору пісень, Леонтович орієнтує вчителів співів на пісні канонічного складу, вважаючи, що їх засвоєння створює ґрунт для двоголосного співу.

## Вшанування

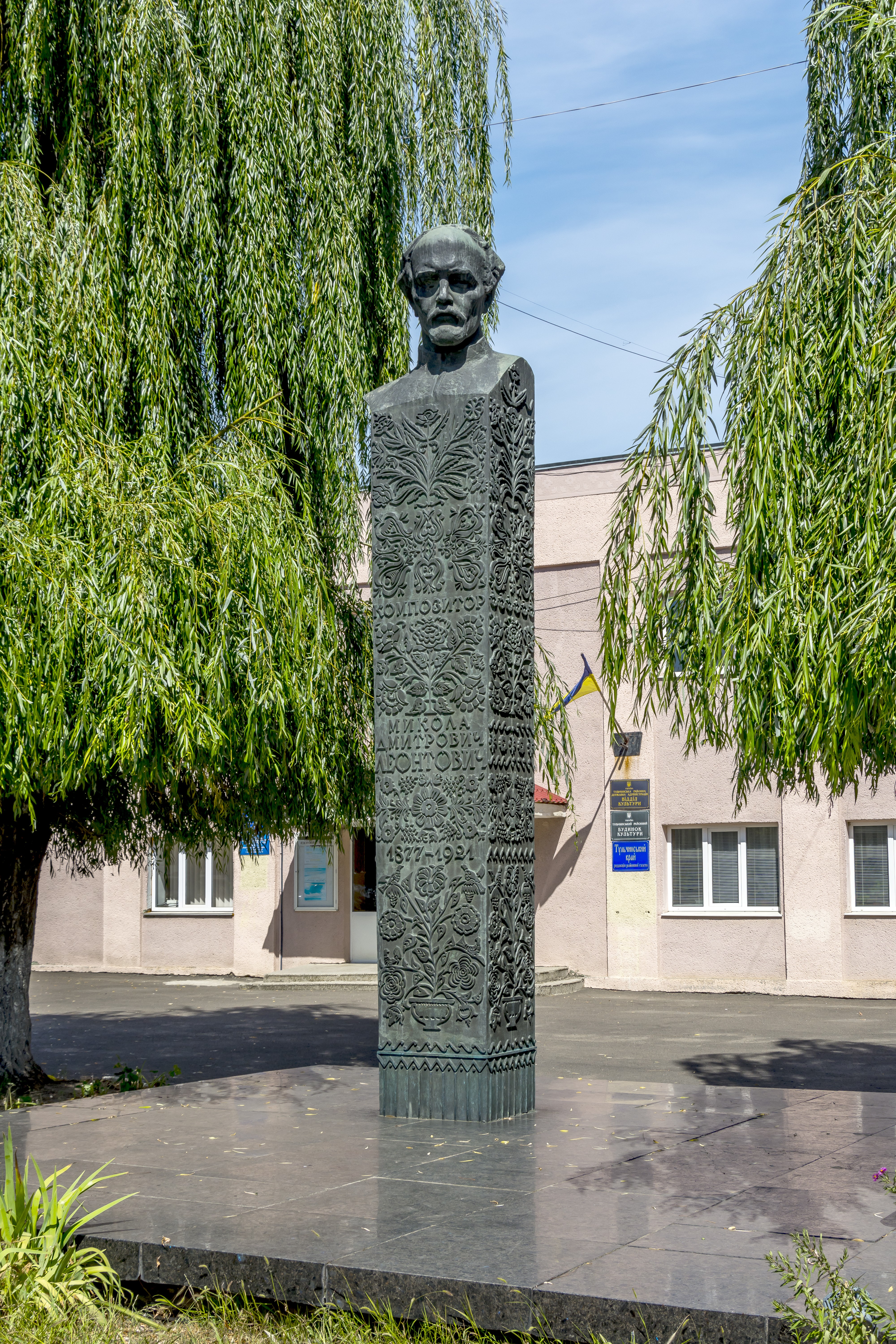
Пам'ятник Миколі Леонтовичу в Тульчині.

Бюст Миколи Леонтовича на алеї видатних земляків у Вінниці.

- 1 лютого 1921 року значна група діячів культури, професори й студентство зібралися в Київському музично-драматичному інституті імені Микола Лисенка, щоб за християнським звичаєм відзначити 9 днів по смерті Миколи Леонтовича. Нашвидку, але з великою відповідальністю, спорядили концерт з творів Леонтовича, виступили зі словами жалю й скорботи. На цій зустрічі створено Комітет пам'яті Миколи Леонтовича, який пізніше оформився як Музичне товариство імені Миколи Леонтовича. До цього товариства входили такі відомі українські митці: Борис Лятошинський та Павло Тичина, багато з членів товариства, як, наприклад, Лесь Курбас та Гнат Хоткевич, пізніше розділили трагічну долю Леонтовича, загинувши від рук представників московських спецслужб. Саме ж ім'я Леонтовича було «визнане неактуальним для радянської доби» і фактично лишалось таким до середини 1950-х.

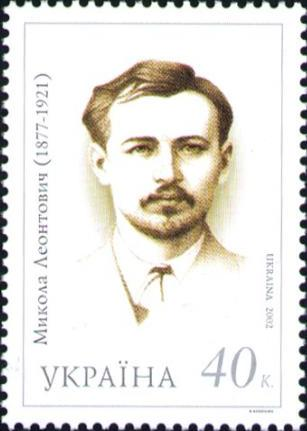
Микола Леонтович на марці України

- Микола Леонтович на марці УкраїниСьогодні ім'я Леонтовича мають вітчизняні музичні колективи, зокрема Капела бандуристів, та навчальні заклади (зокрема Вінницьке училище мистецтв і культури). Іменем Леонтовича названі вулиці у Києві та інших українських містах.
- Меморіальний музей Леонтовича працює у місті Тульчині Вінницької області, 1977 року відкрито також музей Леонтовича у селі Марківка неподалік місця його поховання[16].
- 1977 року 37 хорових творів Леонтовича були записані хором студентів Київської консерваторії під орудою Павла Муравського. 2005 року диск із 32 духовними творами Леонтовича випустив камерний хор «Київ» під орудою Миколи Гобдича.
- Місто Покровськ шанує та пам'ятає видатного композитора, бо саме він залучив мешканців станції Гришине до музики та хорового співу, поклавши цим основу культурного життя міста Покровськ. Саме про це розповідає експозиція Покровського історичного музею, де представлено фотодокументи та спогади гришинців про перебування Миколи Дмитровича в місті, фото, особисті речі.
- На честь 100-річчя з дня народження композитора у 1977 році його ім'я було присвоєно дитячій музичній школі міста Красноармійськ (нині місто Покровськ). А в приміщенні школи було створено музей композитора.
- Про перебування у місті Покровськ Миколи Дмитровича Леонтовича нагадують меморіальні дошки, встановлені на будівлі залізничної школи, де він вчителював та будівлі залізничного вокзалу. У серпні 2018 року на вході до парку «Ювілейний» (місто Покровськ) було відкрито пам'ятник композиторові[17].
- Ім'я Леонтовича увічнено в назві однієї з вулиць в місті Покровськ, а також Києва, Львова, Одеси та багатьох інших міст і селищ України. 21 лютого 2023 року міська рада перейменувала вулицю Чайковського в Чернігові на вулицю Миколи Леонтовича.[18]
- 21 червня 2002 року до 125-річчя з дня народження композитора «Укрпошта» випустила марку «Микола Леонтович (1877—1921)». Художник — В. Василенко.[19]
- 5 січня 2016 року Національний банк України ввів в обіг срібну ювілейну монету номіналом 20 гривень «Ще́дрик», присвячену 100-річчю першого виконання твору Миколи Леонтовича «Щедрик» хором Київського університету. Вона належить до серії «Українська спадщина».
- 8 червня 2018 року в місті Тульчин Вінницької області під час проведення ІІ Міжнародного оперного фестивалю Operafesttulchyn відкрили «Леонтович Арт-Квартал». Вісім об'єктів монументального стінопису (муралів) прикрасили будівлі міста. Найбільший із них — фасад міланського оперного театру «La Scala» на стіні Будинку культури в парку Леонтовича. Серед інших стінописів — портрет Миколи Леонтовича в обрамленні ластівок та нот легендарного «Щедрика», «Опера», «Музи». Над реалізацією проекту «Леонтович Арт-Квартал» працювали близько тридцяти художників з різних міст країни. В  міському сквері з'явився інтерактивний пам'ятник «Щедрику» — композиція-присвята з використанням світла, музичного інтерактивного супроводу та живленням від сонячної енергії. Центральний елемент композиції — скрипковий ключ, обвитий по спіралі нотним станом з прикріпленими на ньому різнокольоровими дзвониками (автор — вінницький художник Єгора Лобузнов).[20] .
- До сторіччя світової слави «Щедрика» у грудні 2018 року в Національному музеї історії України відкрилася виставка «Маестро Різдва», присвячена постаті Миколи Леонтовича[21]. В Тульчині в листопаді 2019 року було проведено фестиваль Щедрика[22][23], а в мережі інтернет — флешмоб «щедрик100challenge»[24].

## Список творів
опера
- «На Русалчин Великдень» (за казкою Бориса Грінченка, 1919, незакінчена; 1975 Мирослав Скорик завершив, відредагував та інструментував для сучасного складу симфонічного оркестру);

хори на слова українських поетів:
- «Льодолом» на слова Володимира Сосюри,
- «Літні тони» на слова Григорія Чупринки
- «Моя пісня» (слова І. Білиловського)
- «Легенда» (слова Миколи Вороного);

композиції на літургійні тексти
- Літургія святого Івана Златоустого,
- Молебень,
- частини Всенощної;

хорові обробки українських народних пісень
Понад 150, зокрема
:
Для мішаного хору
- «А в тому саду»
- «А вже сонце заходить»
- «В полі-полі плужок ходить»
- «Вишні-черешні розвиваються»
- «Воротар»
- «Гей-йа сьогодні»
- «Гей ви стрільці січовії»
- «Гей у світлиці»
- «Гра в зайчика»
- «Дала мені мати корівоньку»
- «Дивная новина»
- «Дударик»
- «Женчичок-бренчичок»
- «За городом качки плинуть»
- «Зажурились галичанки»
- «Зашуміла ліщинонька»
- «Зеленая та ліщинонька»
- «Зоре моя вечірняя» (на сл. Т.Шевченка)
- «І в вас, і в нас»
- «Із-за гори сніжок летить»
- «Калино-малино»
- «Коза»
- «Козака несуть»
- «Котилася зірка»
- «Летіла зозуля»
- «Мак»
- «Мала мати одну дочку»
- «На городі та все білі маки»
- «Над річкою бережком»
- «Налетіли журавлі»
- «Наїхали гостоньки»
- «Наступає чорна хмара»
- «Не ходила на вулицю»
- «Небо і земля»
- «Не стій, вербо»
- «Одна гора високая»
- «Ой а в городі»
- «Ой в Львові»
- «Ой вербо, вербо»
- «Ой від саду»
- «Ой вийду я на вулицю»
- «Ой гай, мати, гай»
- «Ой горе тій чайці»
- «Ой гордопишний пан-господарю»
- «Ой з-за гори кам'яної»
- «Ой з-за гори чорна хмара встала»
- «Ой котився кубар»
- «Ой лугами берегами»
- «Ой нас братці, п’ять»
- «Ой ніхто ж там не бував»
- «Ой перепеличка»
- «Ой піду я в долину»
- «Ой піду я в сад гулять»
- «Ой піду я лугом»
- «Ой посеред двору»
- «Ой послала мене мати»
- «Ой п’є вдова»
- «Ой сів поїхав»
- «Ой там за горою»
- «Ой темная та невидная ніченька»
- «Ой у лісі при дорозі»
- «Ой у полі криниченька»
- «Ой у полі туман»
- «Ой у саду голуби гудуть»
- «ОЙ устану я в понеділок»
- «Ой ходить Семенко»
- «Ой хто в тому лісі стукає гукає»
- «Ой час пора до куреня»
- «Ой як, як миленькому постіль слати»
- «Піду в садочок»
- «Піють півні»
- «Позволь мені мати»
- «Поміж трьома дорогами»
- «Попід терном стежечка»
- «Попід яром, яром»
- «Пречиста діва»
- «При долині, при охоті»
- «Прошу тестоньку»
- «Прощай слава, прощай Україна»
- «Пряля»
- «Сивий голубочку»
- «Синє море»
- «Смерть»
- «У нашому дворі»
- «Через село»
- «Через сінечки – вишнев сад»
- «Черчик»
- «Чого, Івасю, змарнів»
- «Чогось милий затужив»
- «Чорнушко-душко»
- «Що то за предиво»
- «Щедрик»
- «Як не женився, то й не журився»

Для чоловічого хору
- «А в Києві на ринку»
- «Гаю, гаю, зелен розмаю»
- «Гей, нум браття всі до зброї»
- «За нашою слободою»
- «За річкою за Дунаєм»
- «Ми ковалі»
- «На добраніч усім на ніч»
- «Ой а у полі терен»
- «Ой коню мій коню»
- «Ой на горі виноград»
- «Ой не пугай, пугаченьку»
- «Ой сів поїхав»
- «Отамане батьку наш»
- «Приїхали три козаки»

Для жіночого хору
- «А вже весна»
- «Було літо»
- «Грицю, Грицю, до роботи»
- «Добрий вечір, дівчино»
- «Закувала зозуленька»
- «Зажурилася»
- «Їхав козак на війноньку»
- «Ой коли б той вечір»
- «Ой лис до лисиці»
- «Ой матінко моя»
- «Ой розвився»
- «Ой, сербине»
- «Ой сивая зозуленька»
- «Ой у полі жито»
- «Ой ходила та Маруся»
- «Ой це йду»
- «Пішов милий»
- «Про нечая»
- «Сіно моє сіно»
- «Чого соловей смутен»

## Нотні видання творів
- Леонтович М. Народні пісні. — К.: Вид-во Дніпросоюзу, 1921 (5 десятків, редактор П. Козицький).
- Леонтович М. Музичні твори. — К.–Х.: Книгоспілка, 1930–31 (8 збірників, перевірив і примітки подав Я. Юрмас).
- Леонтович М. Українські народні пісні для хору. — К.: Мистецтво, 1952 (Упорядкував М. Вериківський; 2 вид. — 1961).
- М. Леонтович. Хорові твори. — К.: Музична Україна, 1970 (Загальна редакція М. Гордійчука, упорядкування та примітки В. Брусса).
- Леонтович М. Вибрані хорові твори. — К.: Музична Україна, 1977 (Спец.-редакція І. Мартона).
- Леонтович М. Хорові твори на народнопісенні теми. З неопублікованого. — К.: Музична Україна, 1987 (Упорядкування і редакція Б. Луканюка).
- Леонтович М. На русалчин Великдень. Опера на 1 дію. Лібрето М. Леонтовича за казкою Б. Грінченка. — К.: Музична Україна, 1980 (Літ. редакція А. Бобиря, муз. редакція для солістів, хору та симфонічного оркестру М. Скорика).
- Леонтович М. Духовні хорові твори. — К.: Музична Україна, 1993 (Упорядкування В. Іванова).
- Духовно-музичні твори українських композиторів XX ст. — К., 2004 (Упорядкування і редакція М. Юрченка).
- Духовні твори М. Леонтовича. — К., 2005 (Упорядник М. Гобдич).
- М. Леонтович. Хорові твори. — К.: Музична Україна, 2005 (Редактор-упорядник В. Кузик).
- Духовні твори М. Леонтовича. — К., 2005 (Упорядник М. Гобдич).
- Микола Леонтович. Хорові твори / упорядкування, вступна стаття, коментарі, переклад В. Кузик. — К. : Музична Україна, 2019. — ISMN 979-0-707527-84-9.